# Cost and Freight
Cost and Freight (CFR) är en Incoterm som kan användas för sjötransporter.
Cost and Freight betyder att säljaren har levererat när godset har passerat fartygets reling i ankomsthamnen. Säljaren sköter exportklareringen. Transportrisken övergår när godset passerat fartygets reling i lastningshamnen. Transportdokumentet och kostnaden för godstransporten övergår när godset passerat respektive ligger vid fartygets reling i lossningshamnen.